# Кавагути, Такао
Такао Кавагути (яп. 川口 孝夫 Кавагути Такао, 13 апреля 1950 года, Хиросима, Япония) — японский дзюдоист, чемпион Олимпийских игр, чемпион мира, чемпион Азии, неоднократный призёр чемпионатов Японии по дзюдо.

## Биография
Родился в Хиросиме в 1950 году. Начал заниматься дзюдо в пятилетнем возрасте у своего отца, который был местным тренером. В последнем классе школы победил на межшкольном турнире, и в 1969 году принят для продолжения учёбы в университете Мэйдзи. Там же продолжил занятия дзюдо.
В 1970 году выиграл Чемпионат Азии по дзюдо, в 1971 году победил в финале чемпионата мира Тоёкадзу Номуру. Был отобран представлять Японию на Летних Олимпийских играх 1972 года в Мюнхене. В его категории боролись 29 дзюдоистов.
Борец, победивший во всех схватках группы выходил в полуфинал, где встречался с борцом из другой группы, вышедшим в полуфинал по результатам «утешительных» схваток. В «утешительных» схватках встречались те борцы, которые проиграли победителю группы: так, проигравший борец «Б» в первой схватке борцу «А», во второй схватке (при условии, что борец «А» свою вторую схватку выиграл) боролся с проигравшим борцу «А», и если выигрывал, то продолжал участвовать в турнире до тех пор, пока борец «А» не проигрывал, и если борец «А» выходил в полуфинал, то борец «Б» также выходил в полуфинал. Таким образом, исключалась возможность того, что в первых схватках выбывали сильные борцы.
В первой схватке Такао Кавагути победил Чжэн Цзисяна (Тайвань), во второй Вольфрама Коппера (ФРГ), в третьей Хан Сон Чхоля (Южная Корея), в четвёртой схватке победил Бахвайна Буйадаа (Монголия). В схватке с монгольским борцом, уходя от его удержания, Такао Кавагути сломал два ребра, но продолжил участие в соревнованиях и вышел в полуфинал, где победил Ким Ён Ика (Северная Корея). Между тем, побеждённый им монгольский борец, продвигаясь в утешительных схватках, вышел в полуфинал, где неожиданно победил одного из фаворитов турнира Жан-Жака Мувье (Франция). При этом монгол не был никому известен и до олимпиады занимался вольной борьбой, используя технику этой борьбы. Таким образом Такао Кавагути в финале снова встретился с Бахвайном Буйадаа, в течение 9 секунд, совершив неоценённый бросок, перевёл борьбу в партер, где провёл удержание ками-сино-гатамэ и стал олимпийским чемпионом. Через несколько дней было по результатам допинг-тестов, было выявлено, что монгольский борец использовал анаболические стероиды, и он был дисквалифицирован, что было первым случаем дисквалификации дзюдоистов за допинг на олимпийских играх. Серебряная медаль осталась никому не врученной.
В 1973 году на чемпионате мира проиграл в финале соотечественнику Ёсихару Минами.
По окончании карьеры в большом спорте, стал преемником своего отца, возглавив школу дзюдо Кавагути. Также он занимал различные должности в федерации дзюдо Хиросимы, всеяпонской федерации дзюдо, директором судейской коллегии Федерации дзюдо Азии, является международным судьёй.
В 2007 году во время тренировки под руководством Такао Кавагути, произошёл несчастный случай: 12-летний мальчик, ударившись затылком, получил острую субдуральную гематому и умер. В 2009 году Такао Кавагути судом был признан виновным.